# Little Queen of Spades
Little Queen of Spades ist ein Blues-Titel des US-amerikanischen Blues-Musikers Robert Johnson. Er nahm das Lied am 20. Juni 1937 in San Antonio auf und veröffentlichte es zunächst im Jahr 1938 bei dem Label Vocalion Records (#04108). Die erste Version weist eine Spieldauer von 2 Minuten und 11 Sekunden auf. Eine zweite, vier Sekunden längere Version des Stückes gilt als alternate take und erschien erstmals im Jahr 1990 auf dem Johnson-Album The Complete Recordings (Columbia Records #46222).

## Coverversionen
Der britische Folkmusiker Ian A. Anderson nahm den Song für das gemeinsam mit Mike Cooper vorgelegte Album The Inverted World (1969) auf. Ebenso coverte auch der Liedermacher Nick Garrie den Song. Eric Clapton machte durch seine Interpretationen des Titels Little Queen of Spades weiter bekannt. So spielte er den Song ab den 1970er Jahren oft weltweit während seiner Konzerte, so auch während der 2014 Eric Clapton World Tour. Eine Studioversion veröffentlichte Clapton auf den Studioalben Me and Mr. Johnson sowie Sessions for Robert J im Jahr 2004. 